# 漢密爾頓號驅逐艦 (DD-141)
漢密爾頓號驅逐艦（舷號DD-141）是一艘美國海軍建造的驅逐艦，為維克斯級驅逐艦的67號艦。她是美軍第二艘以漢密爾頓為名的軍艦，以紀念1812年戰爭時期的海軍軍官阿齊博·漢密爾頓（Archibald Hamilton）。
漢密爾頓號在1918年於馬爾島海軍造船廠開始建造，在1919年下水服役，其時第一次世界大戰已經結束。稍後漢密爾頓號留在太平洋執勤，並在1922年退役封存。1930年漢密爾頓號重返現役，調到大西洋作訓練用途。第二次世界大戰爆發後，漢密爾頓號先負責近海商船護航，後在1941年改裝為掃雷艦。稍後漢密爾頓號分別參與火炬行動、吉爾伯特及馬紹爾群島戰役、所羅門群島戰役、新畿內亞戰役、塞班島戰役、貝里琉戰役、雷伊泰島戰役、仁牙因灣戰役及硫磺島戰役。戰爭結束前夕，漢密爾頓號返國維修，並轉為訓練用途。1945年漢密爾頓號退役除籍，並在1946年出售拆解。
漢密爾頓號在第二次世界大戰共獲九枚戰鬥之星。